# Biografielijst Fh

## Fhe
- Aoife Ní Fhearraigh (20e eeuw), Keltisch volkszangeres